# Spike Jones

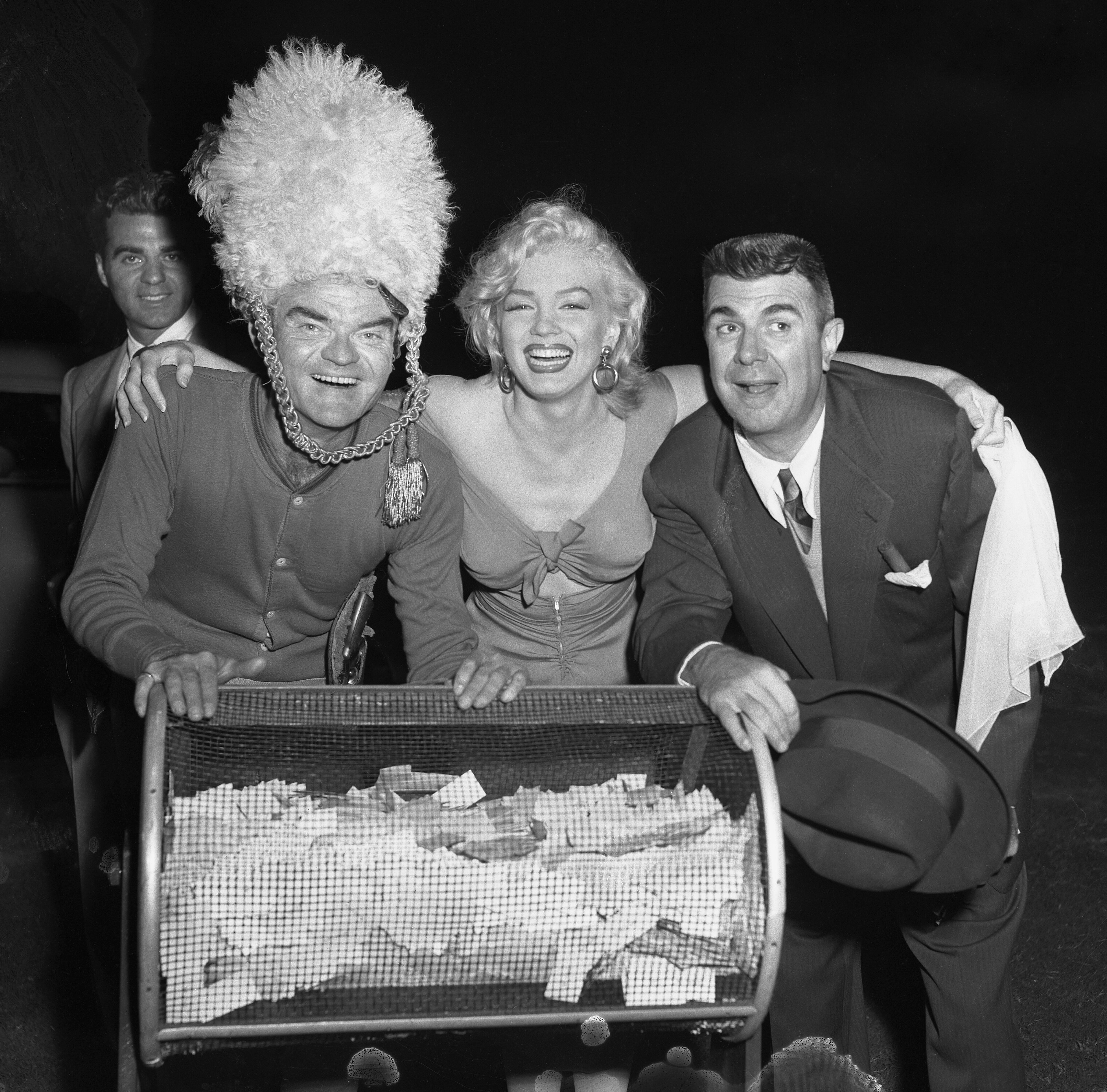
Spike Jones, Marilyn Monroe och Ken Murray vid ett välgörenhetsarrangemang i Los Angeles 1952.

Lindley Armstrong "Spike" Jones, född 14 december 1911 i Long Beach, Kalifornien, död 1 maj 1965 i Beverly Hills, Los Angeles, Kalifornien, var en amerikansk musiker; orkesterledare, arrangör och trumslagare.
Som bandledare för orkestern City Slickers gjorde han sig känd för komiska versioner av kända låtar, varav en (Jalopy) blev signaturmelodi för radioprogrammet Hallå trafikant i Sveriges Radio. Han sysselsatte sig också med "lustmord" på klassisk musik (Spike Jones murders them all) där han bland annat låter framföra operan Carmen på cirka tolv minuter, Humlans flykt, ouvertyren till operan Wilhelm Tell med flera. Musiken kan beskrivas som extrem crazy-humor, där allt ifrån koskällor och tvättbrädor till dricksglas används som instrument.

## Diskografi
- Bottoms Up, Polka (1952)
- Kids the Classics (1953)
- Dinner Music For People Who Aren't Very Hungry (1956)
- Spike Jones in Stereo (1959)
- Omnibust (1960)
- 60 Years Of "Music America Hates Best" (1960)
- The Best Of Spike Jones (1960)
- Washington Square (1963)
- Spike Jones New Band (1964)
- My Man (1964)
- The New Band Of Spike Jones Plays Hank Williams Hits (1965)
- Spike Jones Is Murdering the Classics (1971)
- The Original Comedy Classics - 2CD (2007)